# Sportsspil
Sportsspil er typer af spil med sport som hovedtema. I computerspilsindustrien er de fleste populære sportsgrene som fodbold, basketball, ishockey, cykling, mv. dækket af adskillige serier og enkeltstående titler. En af de mest prominente sportsspiludviklere er EA Sports, under Electronic Arts. Der findes også brætspil, hvor temaet er sport.

## Eksempler på sportsspil

### Computerspil
- FIFA-serien
- Total Club Manager 2005
- Fifa manager 08(ny udgivelse årligt)
- Football Manager 2006
- NHL 2008 (ny udgivelse årligt)
- Tiger Woods PGA TOUR 2008 (ny udgivelse årligt)
- NBA Live 2008 (ny udgivelse årligt)
- Pro Evolution Soccer 8 (ny udgivelse årligt)
- Pro Cycling Manager 2007 (ny udgivelse årligt)

### Brætspil
- Post Danmark Rundt
- Derby
- 6-dagesløbet
- Goals and Glory

### Andet
- Bordfodbold

| computerspil | Spire Denne computerspilsrelaterede artikel er en spire som bør udbygges. Du er velkommen til at hjælpe Wikipedia ved at udvide den. |